# 黃海北道藝術劇場

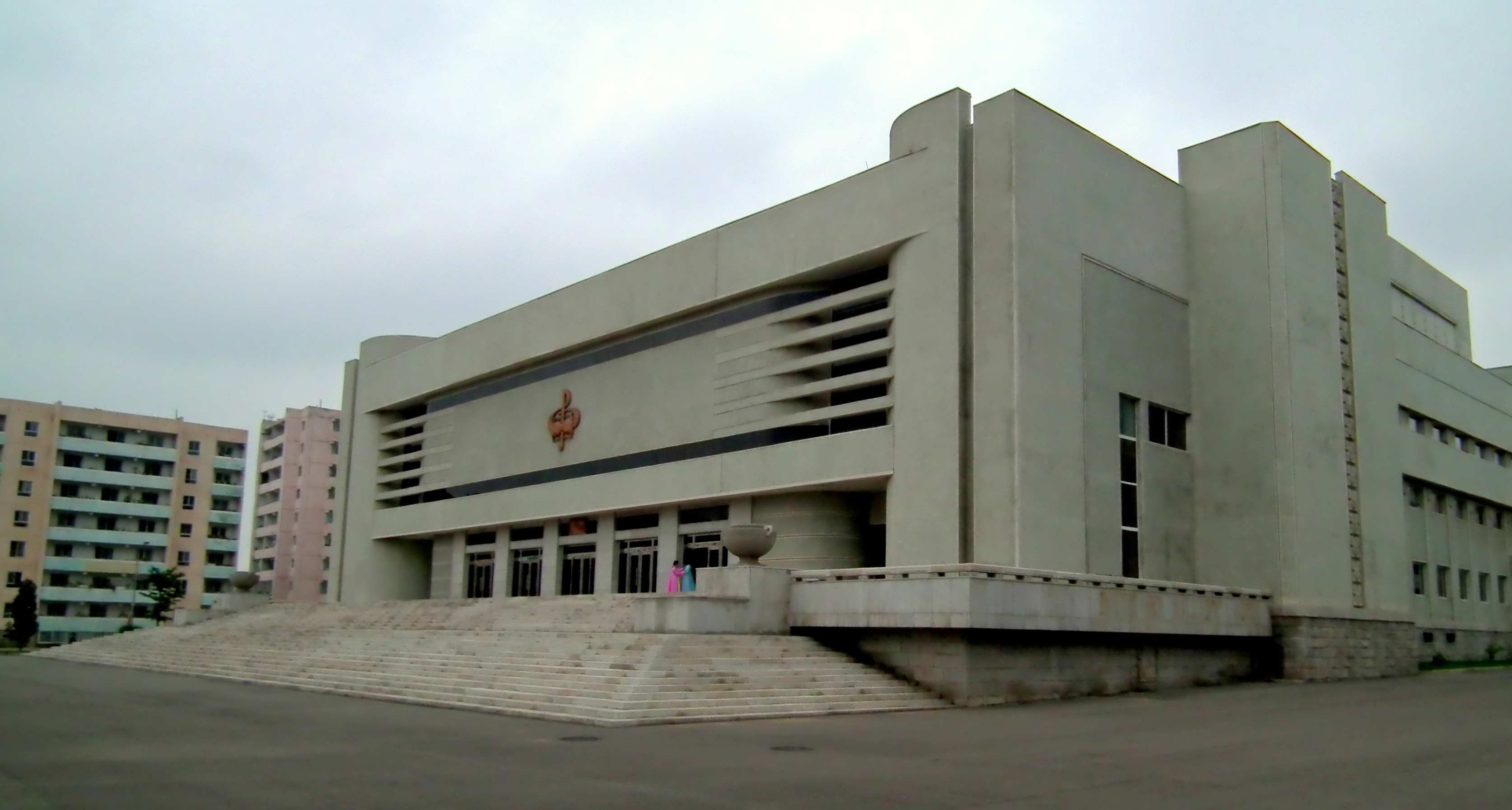
攝於2011年7月

黃海北道藝術劇場是位於朝鮮黃海北道沙里院市的一座劇院，於2009年6月完工。據朝鮮媒體報導，時任領導人金正日在2009年10月觀賞了劇院的開幕表演。

## 建築
黃海北道藝術劇院總建築面積為15,000平方米，可容納約1,000人；劇院舞台上的所有設施均可通過電腦進行操作。劇院部分設施獲得了出生於沙里院的韓國企業家安有洙的資助，包含座椅及聲音、照明設施。